# Joe Roberts

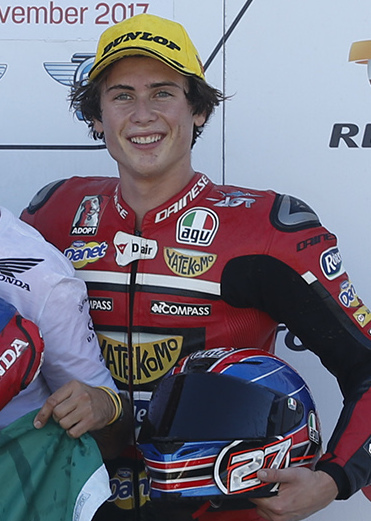
Joe Roberts op het Circuit Ricardo Tormo Valencia in 2017.

Joe Roberts (Malibu, Californië, 16 juni 1997) is een Amerikaans motorcoureur. Hij is geen familie van Kenny Roberts senior of Kenny Roberts junior, die ook allebei motorcoureurs zijn.

## Carrière
Roberts reed op driejarige leeftijd voor het eerst op een motorfiets. Hij begon zijn motorsportcarrière in het flat track-racen. Vervolgens kwam hij uit in Minimoto-kampioenschappen, voordat hij op grotere motoren ging rijden. In 2009 en 2010 kwam hij uit in de 125GP-klasse van de USGPRU (United States Grand Prix Racer's Union), waarin hij in zijn tweede seizoen derde werd.
Tussen 2011 en 2013 reed Roberts in de FIM MotoGP Rookies Cup. In 2011 won hij direct zijn eerste race op het Automotodrom Brno, maar vanwege wisselvallende resultaten in de overige races werd hij met 65 punten slechts twaalfde in het kampioenschap. In 2012 behaalde hij drie top 5-finishes, waaronder een podiumplaats op Brno. Met 101 punten verbeterde hij zichzelf naar de negende plaats in de eindstand. In 2013 was hij een van de weinige coureurs die werd uitgenodigd voor een derde seizoen in de klasse, maar hij kwam dat jaar nooit verder dan een vierde plaats op Brno. Met 60 punten werd hij veertiende in het klassement. Dat jaar keerde hij tevens terug naar de Verenigde Staten, waarin hij een week na zijn zestiende verjaardag in de AMA op een Honda twee overwinningen behaalde op het Barber Motorsports Park. Hij werd hiermee de jongste winnaar in dit kampioenschap tot dan toe. Hierna behaalde hij nog een zege op Laguna Seca en twee overwinningen op het Miller Motorsports Park. Hierdoor won hij alle vijf de races waar hij aan deelnam.
In 2014 reed Roberts in de AMA Daytona Sportbike op een Honda. Vanwege een niet-competitieve motor en een aantal blessures kon hij zijn successen uit het voorgaande seizoen niet herhalen. In 2015 stapte hij over naar een Yamaha, waarop hij uitkwam in de nieuwe Stock 600-klasse van de MotoAmerica. Hij behaalde negen overwinningen en een tweede plaats in elf races, waardoor hij overtuigend kampioen werd. Voor het laatste weekend van het seizoen op het New Jersey Motorsports Park stapte hij binnen de MotoAmerica over naar de Supersport-klasse. Hij won hierin de eerste race en werd tweede in de tweede race. In 2016 reed hij een volledig seizoen in dit kampioenschap, maar moest hierin een aantal races missen vanwege een blessure. Desondanks behaalde hij drie podiumplaatsen en drie pole positions.
In 2017 keerde Roberts terug naar Europa, waar hij uitkwam in het Spaanse Moto2-kampioenschap op een Kalex. Hij behaalde dat jaar drie podiumplaatsen op het Circuit de Barcelona-Catalunya, het Autódromo do Estoril en het Circuit Ricardo Tormo Valencia en werd met 111 punten vijfde in de eindstand. Vanwege zijn goede resultaten werd hij halverwege dat jaar opgeroepen om te debuteren in de Moto2-klasse van het wereldkampioenschap wegrace op een Kalex als vervanger van Yonny Hernández. In zijn eerste race in Tsjechië behaalde hij direct zijn eerste puntenfinish met een tiende plaats. Na vijf races moest zijn team echter vanwege financiële problemen het kampioenschap verlaten. Met 6 punten werd hij dertigste in het klassement.
In 2018 reed Roberts zijn eerste volledige seizoen in het WK Moto2 op een NTS bij het Nederlandse team RW Racing GP. De motorfiets was echter niet competitief en hij kwam enkel tot scoren met een veertiende plaats in Italië en een dertiende plaats in Thailand. Met 5 punten eindigde hij op plaats 27 in het kampioenschap.
In 2019 stapte Roberts over naar het Amerikaanse team American Racing, waarbij hij op een KTM reed. Hij kende opnieuw een lastig seizoen, met twee veertiende plaatsen in de Grand Prix van Frankrijk en de TT van Assen als hoogtepunten. Met 4 punten eindigde hij op plaats 28 in de rangschikking.
In 2020 kwalificeerde Roberts zich op een Kalex op pole position voor de eerste race in Qatar en eindigde in de race als vierde. In Tsjechië behaalde hij opnieuw de pole position en stond hij voor het eerst op het podium in het wereldkampioenschap. Hij werd hiermee de eerste Amerikaan die een podium behaalde in deze klasse sinds John Kocinski in de TT van Assen 1993. Na nog een pole position in Frankrijk werd hij zevende in de eindstand met 94 punten.
Voor het seizoen 2021 kreeg Roberts een aanbod van het fabrieksteam van Aprilia om de overstap naar de MotoGP te maken. Hij sloeg deze af en keerde in plaats hiervan terug naar de Moto2, waarin hij voor het Italtrans Racing Team op een Kalex reed. Dat jaar waren twee vierde plaatsen in Portugal en Italië zijn beste klasseringen. Aan het eind van het seizoen moest hij echter twee races missen vanwege een blessure aan zijn schouderblad. Met 59 punten zakte hij naar de dertiende plaats in het kampioenschap.
In 2022 scoorde Roberts in de eerste vier races punten. In de vijfde race van het seizoen in Portugal behaalde hij zijn eerste Grand Prix-zege nadat het veld was uitgedund vanwege een massale valpartij, die werd veroorzaakt door slechte weersomstandigheden.

## Statistieken

### Grand Prix

#### Per seizoen
| Seizoen | Klasse | Motor  | Team                          | Races | Winst | Podiums | Poles | SR | Ptn   | Pos |
| ------- | ------ | ------ | ----------------------------- | ----- | ----- | ------- | ----- | -- | ----- | --- |
| 2017    | Moto2  | Kalex  | AGR Team                      | 5     | 0     | 0       | 0     | 0  | 6     | 30e |
| 2018    | Moto2  | NTS    | NTS RW Racing GP              | 18    | 0     | 0       | 0     | 0  | 5     | 27e |
| 2019    | Moto2  | KTM    | American Racing               | 18    | 0     | 0       | 0     | 0  | 4     | 28e |
| 2020    | Moto2  | Kalex  | American Racing               | 15    | 0     | 1       | 3     | 0  | 94    | 7e  |
| 2021    | Moto2  | Kalex  | Italtrans Racing Team         | 16    | 0     | 0       | 0     | 0  | 59    | 13e |
| 2022    | Moto2  | Kalex  | Italtrans Racing Team         | 20    | 1     | 2       | 0     | 1  | 131   | 9e  |
| 2023    | Moto2  | Kalex  | Italtrans Racing Team         | 20    | 0     | 1       | 1     | 0  | 93,5  | 13e |
| 2024    | Moto2  | Kalex  | OnlyFans American Racing Team | 15    | 1     | 4       | 1     | 1  | 153   | 9e  |
| 2025*   | Moto2  | Kalex  | OnlyFans American Racing Team | 13    | 1     | 1       | 0     | 1  | 80    | 11e |
| Totaal  | Totaal | Totaal | Totaal                        | 140   | 3     | 9       | 5     | 3  | 625,5 |     |

#### Per klasse
| Klasse | Seizoenen  | 1e GP         | 1e podium     | 1e winst      | Races | Winst | Podiums | Poles | SR | Ptn   | Kampioen |
| ------ | ---------- | ------------- | ------------- | ------------- | ----- | ----- | ------- | ----- | -- | ----- | -------- |
| Moto2  | 2017-heden | Tsjechië 2017 | Tsjechië 2020 | Portugal 2022 | 140   | 3     | 9       | 5     | 3  | 625,5 | 0        |
| Totaal | 2017-heden | 2017-heden    | 2017-heden    | 2017-heden    | 140   | 3     | 9       | 5     | 3  | 625,5 | 0        |

#### Races per jaar
(vetgedrukt betekent pole positie; cursief betekent snelste ronde)
| Jaar | Klasse | Motor | 1      | 2       | 3       | 4       | 5       | 6       | 7       | 8       | 9       | 10      | 11     | 12      | 13      | 14     | 15      | 16      | 17      | 18      | 19      | 20     | 21  | 22  | Pos | Ptn  |
| ---- | ------ | ----- | ------ | ------- | ------- | ------- | ------- | ------- | ------- | ------- | ------- | ------- | ------ | ------- | ------- | ------ | ------- | ------- | ------- | ------- | ------- | ------ | --- | --- | --- | ---- |
| 2017 | Moto2  | Kalex | QAT    | ARG     | AME     | SPA     | FRA     | ITA     | CAT     | NED     | DUI     | TSJ 10  | OOS 19 | GBR 21  | SMR DNF | ARA 26 | JPN     | AUS     | MAL     | VAL     |         |        |     |     | 30  | 6    |
| 2018 | Moto2  | NTS   | QAT 25 | ARG 25  | AME 23  | SPA DNF | FRA 19  | ITA 14  | CAT 22  | NED 21  | DUI 22  | TSJ 18  | OOS 19 | GBR C   | SMR 16  | ARA 24 | THA 13  | JPN 18  | AUS 18  | MAL 18  | VAL DNF |        |     |     | 27  | 5    |
| 2019 | Moto2  | KTM   | QAT 22 | ARG 22  | AME DNF | SPA 20  | FRA 14  | ITA DNF | CAT 20  | NED 14  | DUI 25  | TSJ DNS | OOS 21 | GBR 22  | SMR 16  | ARA 30 | THA DNF | JPN 18  | AUS 16  | MAL 19  | VAL 18  |        |     |     | 28  | 4    |
| 2020 | Moto2  | Kalex | QAT 4  | SPA 17  | AND 17  | TSJ 3   | OOS 10  | STI 12  | SMR 10  | EMI DNF | CAT 5   | FRA 6   | ARA 8  | TER 10  | EUR DNF | VAL 11 | POR 7   |         |         |         |         |        |     |     | 7   | 94   |
| 2021 | Moto2  | Kalex | QAT 6  | DOH DNF | POR 4   | SPA 8   | FRA DNF | ITA 4   | CAT 10  | DUI DNF | NED DNF | STI DNF | OOS 16 | GBR 10  | ARA 13  | SMR 23 | AME 18  | EMI DNS | ALG 24  | VAL DNS |         |        |     |     | 13  | 59   |
| 2022 | Moto2  | Kalex | QAT 8  | INA 11  | ARG 13  | AME 8   | POR 1   | SPA 8   | FRA 7   | ITA 2   | CAT DNF | DUI 13  | NED 8  | GBR 7   | OOS 14  | SMR 9  | ARA 9   | JPN 12  | THA 8   | AUS DNF | MAL DNF | VAL 15 |     |     | 9   | 131  |
| 2023 | Moto2  | Kalex | POR 14 | ARG 14  | AME 16  | SPA 14  | FRA 12  | ITA 12  | DUI DNF | NED 18  | GBR 4   | OOS DNF | CAT 11 | SMR 8   | IND 3   | JPN 12 | INA 9   | AUS 5   | THA DNF | MAL 8   | QAT 11  | VAL 8  |     |     | 13  | 93,5 |
| 2024 | Moto2  | Kalex | QAT 7  | POR 2   | AME 2   | SPA 2   | FRA 4   | CAT 8   | ITA 1   | NED DNS | DUI 8   | GBR DNF | OOS 9  | ARA DNF | SMR 13  | EMI 6  | INA 6   | JPN 27  | AUS WD  | THA     | MAL     | SOL    |     |     | 9   | 153  |
| 2025 | Moto2  | Kalex | THA 18 | ARG 16  | AME 25  | QAT 15  | SPA 11  | FRA 12  | GBR 8   | ARA 7   | ITA 9   | NED 5   | DUI 6  | TSJ 1   | OOS DNF | HON    | CAT     | SMR     | JPN     | INA     | AUS     | MAL    | POR | VAL | 11* | 80*  |

* Seizoen nog bezig.